# هربرت ارين ويند
هربرت ارين ويند (بالإنجليزية: Herbert Warren Wind)‏ هو كاتب ومؤرخ أمريكي، ولد في 11 أغسطس 1916 في نيويورك في الولايات المتحدة، وتوفي في 30 مايو 2005.